# Épégard

Épégard este o comună în departamentul Eure, Franța. În 1 ianuarie 2022 avea o populație de 529 de locuitori.